# Herbert Giles
Herbert Allen Giles (Oxford, 8 dicembre 1845 – Cambridge, 13 febbraio 1935) è stato un orientalista inglese.
Fu ambasciatore inglese in Cina dal 1867 e dal 1897 insegnò lingua cinese all'università di Cambridge. È ricordato per il Chinese-English Dictionary (1892) e per aver perfezionato il sistema Wade-Giles.